# Chersotis juvenis
Chersotis juvenis là một loài bướm đêm trong họ Noctuidae.